# Mühlenberg von Angla

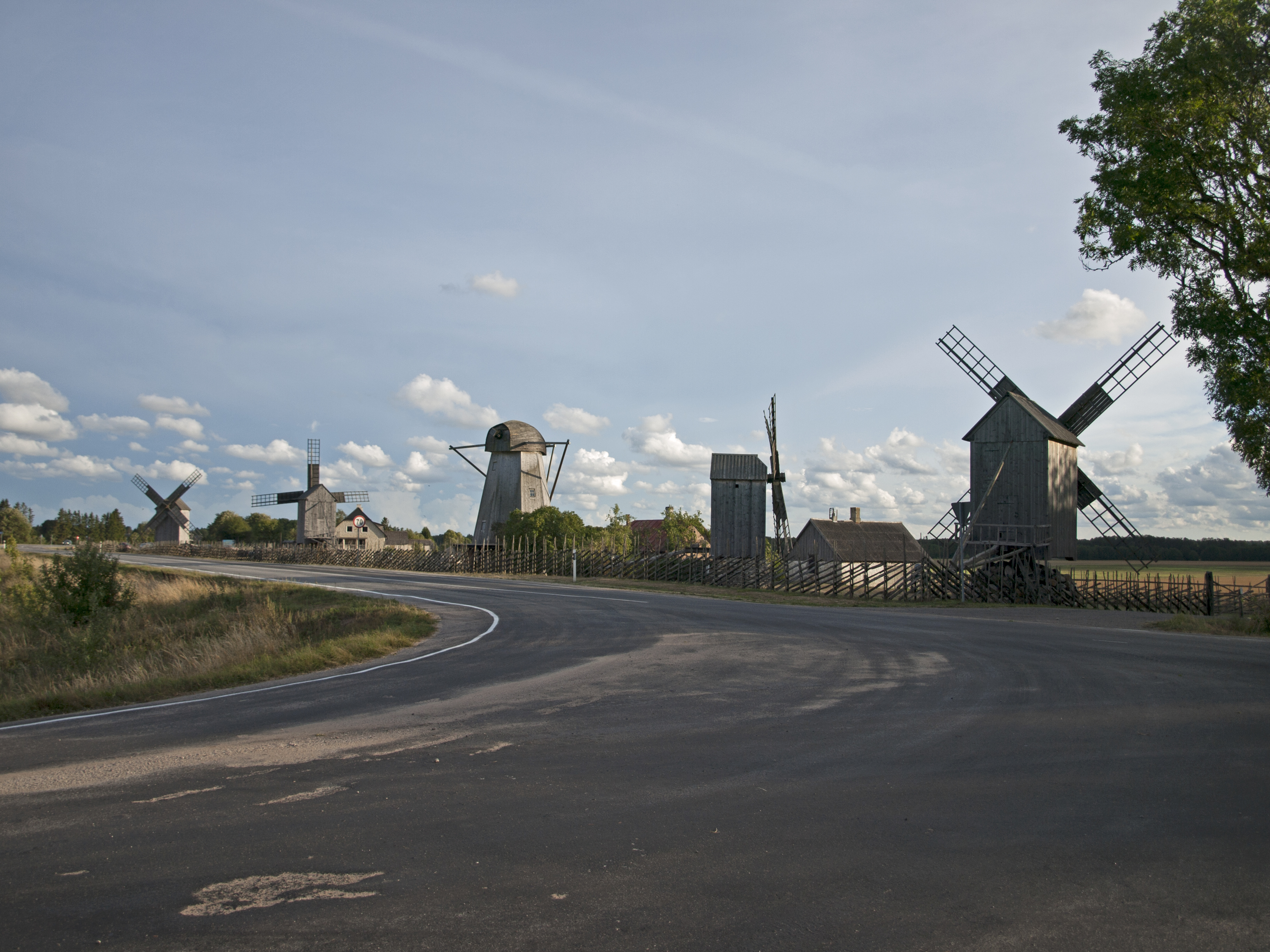
Die fünf Windmühlen von Angla

Der Mühlenberg von Angla (estnisch Angla Tuulikumägi) liegt auf der estnischen Insel Saaremaa (deutsch Ösel) und ist eines ihrer Wahrzeichen. Auf Saaremaa gab es einst mehr als 800 und auf dem Mühlenberg von Angla 1925 noch neun Mühlen. Anglas Mühlenberg ist der einzige auf Saaremaa, der sein ursprüngliches Aussehen in etwa behalten hat. 
Vier der heutigen fünf Mühlen in Angla sind für die Insel typische Bockwindmühlen, die am Anfang des 19. Jahrhunderts gebaut wurden. In der Mitte steht die etwas höhere, im Jahre 1927 errichtete Holländerwindmühle. Der Körper dieser Mühle ist jedoch nicht aus Stein, wie es für eine „Holländerin“ charakteristisch ist, sondern ein achteckiger Holzbau. Die Mühlengruppe von Angla wurde in den Jahren 1984/1985 restauriert. Heute kann man zeitweise eine der Mühlen betreten, und der Arbeit des Müllers zusehen. 
Nicht weit entfernt liegen die kreisrunden Meteoritenkrater von Kaali. Der größte hat 110 m Durchmesser, acht kleinere liegen zwischen 15 und 40 m.